# Korean Basketball League
La Korean Basketball League (한국프로농구?), abbreviato in KBL, è la massima serie del campionato sudcoreano di pallacanestro.

## Storia
La Korean Basketball League è stata fondata nel 1997. Prima dell’era professionistica, il basket in Corea del Sud era uno sport amatoriale e tutte le squadre, siano esse sponsorizzate da aziende o da università, partecipavano al National Basketball Festival (농구대잔치), una competizione autorizzata dalla Federazione cestistica della Corea del Sud. Le prime squadre erano sponsorizzate da grandi aziende o da università. La Korea Development Bank (KDB) e la Industrial Bank of Korea (IBK) avevano fondato le loro squadre di basket già negli anni ’50 e ’60, mentre l’Università Yonsei e l’Università della Corea sono considerate pioniere del basket universitario in Corea del Sud, avendo introdotto questo sport nei loro istituti già prima della Seconda Guerra Mondiale. Negli anni ’70 e ’80, grandi aziende industriali come Kia Motors, Hyundai Electronics e Samsung Electronics fondarono le proprie squadre di basket. Le squadre antesignane dei Goyang Orion Orions, Anyang KGC e Wonju DB Promy furono fondate negli anni ’90 da aziende di scala più ridotta, che cercavano di approfittare della cosiddetta mania del basket.  

### Era professionistica
Il National Basketball Festival 1996–97 si concluse nel gennaio 1997, e la stagione inaugurale della KBL iniziò un mese dopo, nel febbraio dello stesso anno. Il National Basketball Festival è tuttora un torneo esclusivamente amatoriale, disputato da squadre universitarie di riserva, squadre dilettantistiche e dalla squadra di basket del Corpo Atletica delle Forze Armate della Corea.  
Alle aziende sponsor fu offerta la possibilità di registrare le proprie squadre di basket nella nuova lega professionistica. La KDB e l’IBK optarono per la vendita delle proprie squadre; tuttavia, i nuovi proprietari scelsero di rifondare completamente le squadre come nuove franchigie, acquisendo soltanto giocatori e staff, ma non l’eredità storica né i record ufficiali dei club precedenti.  
Le squadre fondatrici furono: Busan Kia Enterprise, Gyeongnam LG Sakers, Daegu Tongyang Orions, Suwon Samsung Thunders, Wonju Naray Blue Bird, Anyang SBS Stars, Incheon Daewoo Zeus, Daejeon Hyundai Dynat e Gwangju Nasan Flamans. Alcune di queste squadre, come gli Anyang SBS Stars, avevano inizialmente sede a Seul ma decisero di trasferirsi in altre città. Il piano era infatti quello di avere una squadra in ogni regione geografica, piuttosto che centralizzare tutto nell’area metropolitana di Seul .  
La stagione 1997–98 fu la prima giocata per intero ed una  decima squadra, i Cheongju SK Knights, venne aggiunta come alla lega. Da allora, la KBL ha sempre contato dieci squadre.  
I primi anni della lega furono segnati da instabilità finanziaria, aggravata dalla Crisi finanziaria asiatica del 1997, che colpì duramente la Corea del Sud. Come accadde ad altri campionati sportivi nazionali, anche la KBL non fu immune alle conseguenze economiche, la lega ebbe difficoltà a trovare uno sponsor per la stagione 1997–98 e le squadre furono costrette a ridurre i costi. Tra il 1997 e il 2001, cinque delle dieci squadre cambiarono proprietà a causa di problemi finanziari.

## Struttura della lega

### KBL Cup
La KBL Cup è stata introdotta per la prima volta nel 2020 come competizione precampionato, pensata per permettere a tutte le squadre di testare le proprie rose prima dell’inizio della stagione regolare.  
Generalmente si svolge nel mese di settembre. Oltre alla partecipazione delle dieci squadre della lega KBL, prende parte alla KBL Cup anche la squadra del Sangmu Basketball Team, selezione rappresentante le forze armate, portando il numero totale delle squadre partecipanti a undici.

### Stagione regolare
La stagione regolare si svolge da ottobre ai primi di aprile. Ogni squadra affronta le altre nove squadre per sei volte (3 in casa e 3 in trasferta), per un totale di 54 partite suddivise in sei turni.
Subito dopo la conclusione della stagione regolare si tiene la cerimonia di assegnazione dei premi annuali assegnati dalla KBL.

### Play-off
I playoff iniziano solitamente una settimana dopo la fine della stagione regolare.  
Solamente le prime sei squadre in classifica alla fine della stagione regolare si qualificano per i playoff. La qualificazione delle sei squadre ai quarti di finale o alle semifinali viene determinata in base alla loro posizione in classifica. Le squadre classificate dal terzo al sesto posto accedono ai quarti di finale, mentre le squadre classificate al primo e al secondo posto passano direttamente alle semifinali.  
I quarti di finale si giocano al meglio delle tre partite. Le due squadre vincitrici dei quarti accedono alle semifinali. Le semifinali si giocano al meglio delle cinque partite. Le due squadre vincitrici delle semifinali si affrontano nella finale per il titolo di campione della KBL. La finale si gioca al meglio delle sette partite.

### KBL All-Star Game
Il KBL All-Star Game si tiene ogni anno a metà gennaio. L’evento si svolge solitamente a Seul, ad eccezione di alcune edizioni ospitate al di fuori della capitale (nel 2007 a Ulsan, nel 2017 a Busan e nel 2021 a Daegu).  
Secondo il formato adottato per l’All-Star Game della stagione 2021–22, cinque giocatori per ciascuna delle dieci squadre vengono nominati per il voto popolare. Solo i primi 24 giocatori nella classifica dei voti dei fan vengono selezionati per partecipare all’evento. I due giocatori che ricevono il maggior numero di voti formano le proprie squadre scegliendo ciascuno undici giocatori, indipendentemente dalla squadra di provenienza.

## Regole giocatori

### KBL Draft
I giocatori nazionali, definiti secondo le regole FIBA come coloro che possiedono la cittadinanza sudcoreana, vengono selezionati tramite un draft annuale per rookie. Il draft è attivo dal 1998. Nel 2009 è stato introdotto un ethnic draft (draft etnico), che permetteva la selezione di giocatori che avevano acquisito la cittadinanza sudcoreana o che avevano almeno un genitore di origine coreana. I giocatori scelti tramite l’ethnic draft non venivano conteggiati come stranieri. Tuttavia, a causa della natura controversa delle regole di reclutamento e delle critiche ricevute, l’ethnic draft è stato abolito nel 2013.

### Giocatori stranieri
Dal 2018, tutte le squadre hanno la libertà di selezionare giocatori stranieri, rispettando però una quota di due stranieri per squadra e un tetto salariale di 700.000 dollari. In ogni quarto di gioco è permesso schierare un solo giocatore straniero sul campo.

### Quota per giocatori asiatici
Per incentivare lo sviluppo qualitativo del basket nel paese, è stato introdotto, a partire dalla stagione 2020–21, il programma Asian Player Quota rivolto ai giocatori giapponesi. Questo programma consente a ciascuna squadra di ingaggiare un giocatore giapponese (con esclusione di naturalizzati, doppi cittadini o di origine mista) proveniente dalla B.League giapponese. I giocatori reclutati attraverso questo programma non rientrano nella quota dei giocatori stranieri e vengono inclusi nel tetto salariale destinato ai giocatori nazionali. I Wonju DB Promy sono stati la prima squadra della lega a firmare un contratto con un giocatore giapponese, Taichi Nakamura, con un accordo annuale.
In vista della stagione 2022–23, il programma è stato esteso anche ai giocatori filippini (in possesso di passaporto filippino e con entrambi i genitori in possesso della cittadinanza o del passaporto filippino). Nel giugno 2022, i Daegu KOGAS Pegasus sono diventati la prima squadra a reclutare un giocatore filippino, annunciando un contratto biennale con SJ Belangel.

### Servizio militare obbligatorio
I giocatori della Korean Basketball League possono assolvere il servizio militare obbligatorio prestando servizio come membri del Corpo Sportivo delle Forze Armate della Corea del Sud (Korea Armed Forces Athletic Corps). Durante il servizio, i giocatori possono continuare ad allenarsi come atleti professionisti e disputare gare con il Sangmu Basketball Team. I candidati selezionati si arruolano ufficialmente nei mesi di maggio o giugno e vengono congedati diciotto mesi dopo, nel mese di gennaio, tornando a far parte delle rose delle rispettive squadre per i turni finali della stagione regolare.

## Squadre 2024-2025
| Squadra             | Città    | Impianto                   | Capienza | Proprietà                 |
| ------------------- | -------- | -------------------------- | -------- | ------------------------- |
| Anyang Red Boosters | Anyang   | Anyang Gymnasium           | 6,690    | Korea Ginseng Corporation |
| Busan Egis          | Busan    | Busan Sajik Gymnasium      | 14,099   | KCC Corporation           |
| Changwon Sakers     | Changwon | Changwon Gymnasium         | 6,000    | LG Group                  |
| Daegu Pegasus       | Taegu    | Daegu Gymnasium            | 3,867    | Korea Gas Corporation     |
| Goyang Skygunners   | Goyang   | Goyang Gymnasium           | 6,216    | Sono Group                |
| Seoul Thunders      | Seul     | Jamsil Arena               | 11,069   | Samsung Eletronics        |
| Seoul Knights       | Seul     | Jamsil Students' Gymnasium | 5,400    | SK Telecom                |
| Suwon Sonicboom     | Suwon    | Suwon KT Sonicboom Arena   | 3,339    | Korea Telecom             |
| Ulsan Phoebus       | Ulsan    | Dongchun Gymnasium         | 5,831    | Hyundai Mobis             |
| Wonju DB Promy      | Wonju    | Wonju Gymnasium            | 4,600    | DB Insurance              |

## Albo d'oro
| Stagione  | Vincitore                                 | Serie                                     | Secondo Posto                             |
| 1997      | Busan Kia Enter.                          | 4-1                                       | Wonju N. Blue Bird                        |
| 1997-1998 | Daej. Hyundai Dynat                       | 4-3                                       | Busan Kia Enter.                          |
| 1998-1999 | Daej. Hyundai Dynat                       | 4-1                                       | Busan Kia Enter.                          |
| 1999-2000 | Cheongju SK Kn.                           | 4-2                                       | Daej. Hyundai Gulliv.                     |
| 2000-2001 | Suwon S. Thunders                         | 4-1                                       | Changwon Sakers                           |
| 2001-2002 | Daegu Ton.Orions                          | 4-3                                       | Seoul Knights                             |
| 2002-2003 | Wonju TG Xers                             | 4-2                                       | Daegu Ton.Orions                          |
| 2003-2004 | Jeonju Egis                               | 4-3                                       | Wonju TG S. Xers                          |
| 2004-2005 | Wonju TG S. Xers                          | 4-2                                       | Jeonju Egis                               |
| 2005-2006 | Seoul Thunders                            | 4-0                                       | Ulsan Phoebus                             |
| 2006-2007 | Ulsan Phoebus                             | 4-3                                       | Busan Magicwings                          |
| 2007-2008 | Wonju D. Promy                            | 4-1                                       | Seoul Thunders                            |
| 2008-2009 | Jeonju Egis                               | 4-3                                       | Seoul Thunders                            |
| 2009-2010 | Ulsan Phoebus                             | 4-2                                       | Jeonju Egis                               |
| 2010-2011 | Jeonju Egis                               | 4-2                                       | Wonju D. Promy                            |
| 2011-2012 | Anyang K.G.C.                             | 4-2                                       | Wonju D. Promy                            |
| 2012-2013 | Ulsan Phoebus                             | 4-0                                       | Seoul Knights                             |
| 2013-2014 | Ulsan Phoebus                             | 4-2                                       | Changwon Sakers                           |
| 2014-2015 | Ulsan Phoebus                             | 4-0                                       | Wonju D. Promy                            |
| 2015-2016 | Goyang Orions                             | 4-2                                       | Jeonju Egis                               |
| 2016-2017 | Anyang K.G.C.                             | 4-2                                       | Seoul Thunders                            |
| 2017-2018 | Seoul Knights                             | 4-2                                       | Wonju D. Promy                            |
| 2018-2019 | Ulsan Phoebus                             | 4-1                                       | Incheon Elephants                         |
| 2019-2020 | Annullato a causa della pandemia COVID-19 | Annullato a causa della pandemia COVID-19 | Annullato a causa della pandemia COVID-19 |
| 2020-2021 | Anyang K.G.C.                             | 4-0                                       | Jeonju Egis                               |
| 2021-2022 | Seoul Knights                             | 4-1                                       | Anyang K.G.C.                             |
| 2022-2023 | Anyang K.G.C.                             | 4-3                                       | Seoul Knights                             |
| 2023-2024 | Busan Egis                                | 4-1                                       | Suwon Sonicboom                           |
| 2024-2025 | Changwon Sakers                           | 4-3                                       | Seoul Knights                             |

## Vittorie per club
| Club                | Titolo | Anno                                     |
| ------------------- | ------ | ---------------------------------------- |
| Ulsan Phoebus       | 7      | 1997, 2007, 2010, 2013, 2014, 2015, 2019 |
| Busan Egis          | 6      | 1998, 1999, 2004, 2009, 2011, 2024       |
| Anyang Red Boosters | 4      | 2012, 2017, 2021, 2023                   |
| Seoul Knights       | 3      | 2000, 2018, 2022                         |
| Wonju D. Promy      | 3      | 2003, 2005, 2008                         |
| Goyang Skygunners   | 2      | 2002, 2016                               |
| Seoul Thunders      | 2      | 2001, 2006                               |
| Changwon Sakers     | 1      | 2025                                     |